# 들꽃

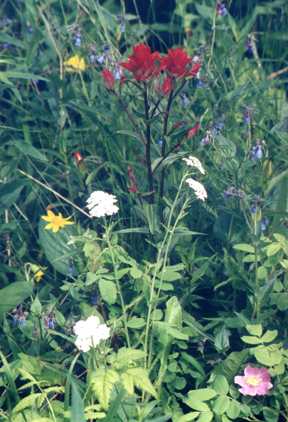
들꽃 다섯 종

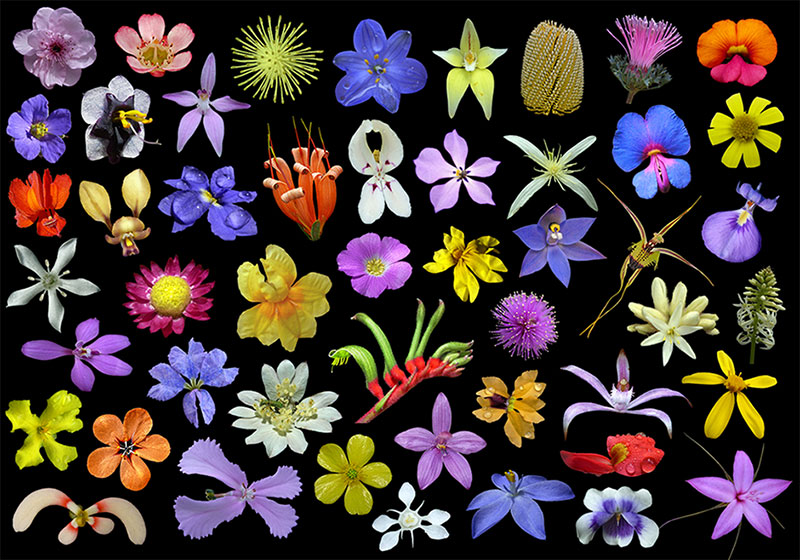
서부 호주의 들꽃

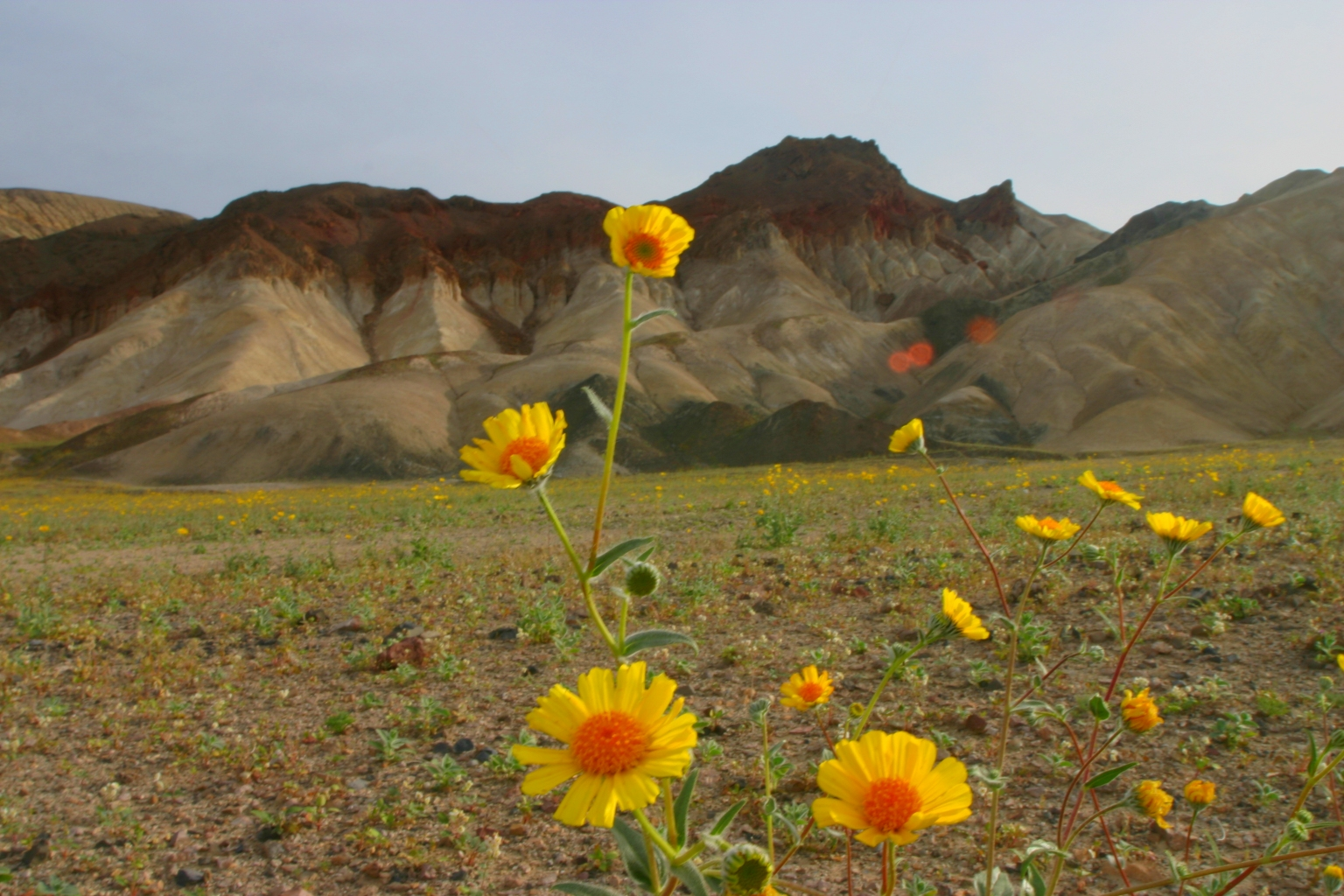
데스 밸리 국립공원 속 들꽃

들꽃 또는 야생화(野生花)는 의도적으로 파종 또는 재배하지 않은 의미의 야생에서 자라는 꽃이다. 그러나 몇 가지 혼합 종의 "들꽃" 초원은 씨통으로 판매하고 있다. 이 용어는 아마도 이 식물이 자연스럽지 않은 곳에서 성장했더라도, 잡종도 원생 식물처럼 야생에 표시되는 방법과 다른 어떤 방법에 선택된 재배품종도 아님을 의미한다. 이 용어는 피지 않았거나, 꽃이 아니라도, 모든 꽃 피는 식물을 가리킬 수 있다. 이름 모를 들꽃도 잘 알려진 꽃도 꽃이라서 아름답다 너는 너대로 아름답다(들꽃 시)
들꽃은 노래의 제목으로도 자주 등장하는데, 보통 슬프고 아련한 분위기를 조성한다.
정동원의 손편지 앨범의 수록곡으로도 유명하다,

## 예시
- Adonis aestivalis - summer pheasant's-eye
- Anthemis arvensis
- Anagallis[1]
- Agrostemma githago
- 수레국화
- Coreopsis tinctoria
- Dianthus barbatus
- Digitalis purpurea
- Eschscholzia californica - California Poppy
- 안개꽃
- Glebionis segetum
- 개양귀비
- Silene latifolia
- 삼색제비꽃

## 같이 보기
- 샌 프란시스코 베이 에어리어 들꽃 목록
- 메가허브
- 원색 식물
- 귀화 (생물학)
- 간혈 식물
- 캐나다 로키 산맥의 들꽃
- 그레이트 스모키 산맥의 들꽃
- 북미 원생 식물 사회, 이전 캐나다 원생 식물 사회